# Homo Deus: За лаштунками майбутнього
«Homo Deus: За лаштунками майбутнього» (івр. ההיסטוריה של המחר) — книга ізраїльського письменника Ювала Ноєма Харарі, професора єврейського університету в Єрусалимі. Книгу вперше опубліковано на івриті 2015 року у видавництві «Dvir publishing», а згодом перекладено й іншими мовами.
Як і в попередній книзі, «Людина розумна. Історія людства від минулого до майбутнього», Харарі розповідає про хід історії, описуючи події та індивідуальний людський досвід, а також етичні проблеми у відношенні до його історичного огляду. На відміну від попередньої книги, «Homo Deus» глибше вивчає питання здібностей, набутих людьми (Homo sapiens) протягом всього свого існування, а також його еволюції як домінантного виду в світі. Книга намагається відтворити образ майбутнього. Обговорюються багато філософських питань, як-от людський досвід, індивідуалізм, людські емоції й свідомість. В книзі описані сучасні можливості й здобутки людства.

## Центральні тези
- Організми — це алгоритми, тому homo sapiens не можуть домінувати у всесвіті, де датаїзм стає парадигмою.
- Оскільки когнітивна революція відбулася близько 70 000 років тому, люди живуть в рамках «інтерсуб'єктивної реальності», як-от країни, кордони, релігія і гроші, які створені для забезпечення широкомасштабної та гнучкої співпраці між окремими людьми. Людство відрізняється від тварин здатністю вірити в ці між суб'єктивні конструкції, які існують тільки в людському розумі та можливі завдяки колективним переконанням.
- Гуманізм — це форма релігії, яка поклоняється людству замість Бога. Це ставить людство і його бажання як пріоритет у світі, де люди самі формуються як домінантні створіння. Гуманісти вважають, що етика і цінності виникають всередині кожної людини, а не із зовнішнього джерела. Харарі вважає, що протягом XXI сторіччя гуманізм може підштовхнути людей до пошуку безсмертя, щастя і влади.
- Величезна здатність людства надати змісту своїм діям та думкам — ось, що сприяло численним досягненням.
- Технологічні розробки ставлять під загрозу здібність людей надавати змісту своєму життю; Харарі пророкує, що людину замінить надлюдина або «homo deus» (людина божественна), яка наділена надприродними здібностями, як-от вічне життя.

Закінчується книга питанням:
Що станеться із суспільством, політикою й щоденним життям, коли позбавлені свідомості, однак високоінтелектуальні алгоритми знатимуть нас краще, ніж ми знаємо самі себе?
Оригінальний текст (англ.)
What will happen to society, politics and daily life when non-conscious but highly intelligent algorithms know us better than we know ourselves?

## Сприйняття
Після публікації, «Homo Deus» привернула велику увагу засобів масової інформації (ЗМІ). Статті й рецензії на книгу були опубліковані на сторінках The New York Times, The Guardian, The Economist, The New Yorker, NPR, Financial Times і Times Higher Education.

## Переклад українською
- Ювал Ной Харарі. Homo Deus. Людина божественна: За лаштунками майбутнього. — К. : BookChef, 2018. — 464 с. — ISBN 978-617-7559-13-8.

### Рецензії та відгуки українською
- Оксана Ласка (25 квітня 2018). Homo Deus, або Як людина стане божественною. blog.yakaboo.ua. Блог Yakaboo.ua. Архів оригіналу за 26 вересень 2018. Процитовано 26 вересня 2018.